# Madina Nadirova
Madina Nadirova (kirg. Мадина Надырова) – kirgiska zapaśniczka walcząca w stylu wolnym. Zajęła osiemnaste miejsce na mistrzostwach świata w 2019. Ósma na mistrzostwach Azji w 2019. Brązowa medalistka akademickich MŚ w 2016 roku.